# Маркус Шуберт
Маркус Шуберт (нім. Markus Schubert нім. вимова: [ˈmaɐ̯kʊs ˈʃuːbɐt];; нар. 12 червня 1998, Фрайберг) — німецький футболіст, воротар клубу «Айнтрахт».
Виступав, зокрема, за клуби «Динамо» (Дрезден) та «Шальке 04», а також молодіжну збірну Німеччини.

## Клубна кар'єра
Народився 12 червня 1998 року в місті Фрайберг. Почав грати у футбол у віці шести років в академії «Лок Носсен». У 2008 році він потрапив до «Різи», а з 2011 року став виступати за юнацькі команди «Динамо» (Дрезден).
Перед сезоном 2015/16 Шуберт був переведений до першої команди «Динамо», де став запасним воротарем. 28 листопада 2015 року дебютував на дорослому рівні в матчі Третьої ліги проти «Пройсен Мюнстер» (0:0), а за підсумками того сезону клуб вийшов у Другу Бундеслігу. У сезоні 2018/19 Шуберт там був головним воротарем команди, але по його завершенні угода не було продовжена і воротар покинув команду на правах вільного агента.
Своєю грою за цю команду привернув увагу представників тренерського штабу клубу «Шальке 04», до складу якого приєднався 2019 року. Відіграв за клуб з Гельзенкірхена наступний сезон своєї ігрової кар'єри.
До складу клубу «Айнтрахт» приєднався 2020 року. 

## Виступи за збірні
2015 року дебютував у складі юнацької збірної Німеччини, взяв участь у 13 іграх на юнацькому рівні. З командою до 17 років завоював срібні медалі юнацького чемпіонату Європи у Болгарії. Цей результат дозволив команді поїхати того ж року на юнацький чемпіонат світу, втім на обох турнірах Маркус був запасним воротарем і на поле не виходив.
З 2017 року залучався до матчів молодіжної збірної Німеччини, у її складі як запасний воротар поїхав на молодіжний чемпіонат Європи 2019 року в Італії.

## Статистика виступів

### Статистика клубних виступів
| Сезон                    | Команда                  | Чемпіонат                | Чемпіонат | Чемпіонат | Національний кубок | Національний кубок | Національний кубок | Континентальні кубки | Континентальні кубки | Континентальні кубки | Інші змагання | Інші змагання | Інші змагання | Усього | Усього | Усього |
| Сезон                    | Команда                  | Ліга                     | Ігор      | Голів     | Ліга               | Ігор               | Голів              | Ліга                 | Ігор                 | Голів                | Ліга          | Ігор          | Голів         | Ігор   | Голів  |        |
| ------------------------ | ------------------------ | ------------------------ | --------- | --------- | ------------------ | ------------------ | ------------------ | -------------------- | -------------------- | -------------------- | ------------- | ------------- | ------------- | ------ | ------ | ------ |
| 2015–16                  | «Динамо» (Дрезден)       | 3Л                       | 1         | 0         | КН                 | 0                  | 0                  |                      | -                    | -                    |               | -             | -             | 1      | 0      |        |
| 2016–17                  | «Динамо» (Дрезден)       | 2Л                       | 0         | 0         | КН                 | 0                  | 0                  |                      | -                    | -                    |               | -             | -             | 0      | 0      |        |
| 2017–18                  | «Динамо» (Дрезден)       | 2Л                       | 9         | -15       | КН                 | 1                  | -2                 |                      | -                    | -                    |               | -             | -             | 10     | -17    |        |
| 2018–19                  | «Динамо» (Дрезден)       | 2Л                       | 31        | -43       | КН                 | 1                  | -3                 |                      | -                    | -                    |               | -             | -             | 32     | -46    |        |
| Усього за Динамо Дрезден | Усього за Динамо Дрезден | Усього за Динамо Дрезден | 41        | -58       |                    | 2                  | -5                 |                      | -                    | -                    |               | -             | -             | 43     | -63    |        |
| 2019–20                  | «Шальке 04»              | БЛ                       | 9         | -18       | КН                 | 1                  | -1                 |                      | -                    | -                    |               | -             | -             | 10     | –      |        |
| Усього за кар'єру        | Усього за кар'єру        | Усього за кар'єру        | 50        | -78       |                    | 3                  | -6                 |                      | -                    | -                    |               | -             | -             | 53     | -82    |        |

## Титули і досягнення
- Чемпіон Європи (U-21): 2021